# Tuberculatus kunugi
Tuberculatus kunugi är en insektsart. Tuberculatus kunugi ingår i släktet Tuberculatus och familjen långrörsbladlöss. Inga underarter finns listade i Catalogue of Life.